# Sybra primaria
Sybra primaria es una especie de escarabajo del género Sybra, familia Cerambycidae. Fue descrita científicamente por Pascoe en 1865.
Habita en Indonesia. Esta especie mide 11,5-13,5 mm.